# L'ultima carica
Pour plus de détails, voir Fiche technique et Distribution.
L'ultima carica est un film d'aventure historique italien sortie en 1964, réalisé par Leopoldo Savona.

## Synopsis
Rocco Vardarelli est à la fois brigand et patriote. Sous l'occupation napoléonienne en Italie, il lutte contre les troupes du gouverneur.

## Fiche technique
- Titre original italien : L'ultima carica
- Réalisation : Leopoldo Savona
- Scénario : Nicola Manzari, Ugo Moretti
- Genre : Film historique, film d'aventure
- Musique : Egisto Macchi (it) (sous la direction de Bruno Nicolai)
- Production : Giovanni Addessi pour Telefilm International
- Photographie : Claudio Racca
- Format d'image : couleurs
- Montage : Otello Colangeli
- Durée : 94 minutes
- Décors : Franco Loquenzi
- Pays de production :  Italie
- Langue originale : italien
- Année de sortie : 1964

## Distribution
- Tony Russel : Rocco Vardarelli
- Haya Harareet : Claudia
- Barbara Nelli : Fiamma
- Arturo Dominici
- Giacomo Furia
- Oreste Lionello
- Anna Maria Surdo
- Franco Balducci
- Aldo Bufi Landi
- Renato Terra
- Amedeo Trilli
- Benito Stefanelli
- Marco Morandi

## Critique
La critique est sévère sur ce film à petits moyens : 

« Ce salmisgondis ultramodeste, calqué sur les exploits attribués à Fra Diavolo, est en fait bricolé avec les chutes et toutes les scènes d’action du précédent film de Leopoldo Savona, La leggenda di Fra’ Diavolo (1962 [...]), tourné en Totalscope et Eastmancolor en Yougoslavie. »